# 小行星6965
小行星6965（6965 Niyodogawa）是一颗围绕太阳公转的小行星。1990年11月11日，關勉在藝西天文台发现了此天体。
該小行星以日本四國的仁淀川命名。
这颗小行星的绝对星等为102.6944721523644等。